# Jim Lynch (Eisschnellläufer)
James Anthony „Jim“ Lynch (* 16. März 1948 in Sydney) ist ein ehemaliger australischer Eisschnellläufer und Shorttracker.
Lynch startete im Eisschnelllauf ausschließlich in der Saison 1971/72 international. Dabei kam er bei der Mehrkampf-Weltmeisterschaft 1972 in Oslo auf den 32. Platz im Großen Vierkampf und bei der Sprintweltmeisterschaft 1972 in Eskilstuna auf den 29. Rang. Beim Saisonhöhepunkt, den Olympischen Winterspielen 1972 in Sapporo, belegte er den 39. Platz über 1500 m und den 35. Rang über 500 m. Im Shorttrack gewann er bei den Shorttrack-Weltmeisterschaften 1978 in Solihull die Silbermedaille mit der Staffel sowie die Goldmedaille im Mehrkampf und bei den Shorttrack-Weltmeisterschaften 1979 in Québec die Silbermedaille mit der Staffel.

## Persönliche Bestleistungen im Eisschnelllauf
| Disziplin | Zeit        | Datum            | Ort        |
| --------- | ----------- | ---------------- | ---------- |
| 500 m     | 43,10 s     | 14. Juni 1973    | Methven    |
| 1000 m    | 1:30,83 min | 26. Februar 1972 | Eskilstuna |
| 1500 m    | 2:24,27 min | 20. Februar 1972 | Oslo       |
| 5000 m    | 9:28,33 min | 19. Februar 1972 | Oslo       |